# Заполье (Сепычевское сельское поселение)
Заполье — деревня в составе Верещагинского городского округа в Пермском крае.

## Географическое положение
Деревня расположена в западной части округа примерно в 32 километрах к западу от Верещагино.

## Климат
Климат умеренно-континентальный с продолжительной снежной зимой и коротким, умеренно-тёплым летом. Средняя температура июля составляет +17,6 °C, января −15,7 °C. Безморозный период длится 100—130 дней. Период с температурой воздуха выше 10 °C составляет 115 дней. Среднее годовое количество осадков составляет 430—450 мм. Устойчивый снежный покров ложится в среднем с 10 октября до 5 ноября, реже 22 ноября.

## История
Деревня до 2020 года входила в состав Сепычевского сельского поселения Верещагинского района. После упразднения обоих муниципальных образований входит в состав Верещагинского городского округа.

## Население
Постоянное население составляло 246 человек в 2002 году (98 % русские), 239 человек в 2010 году.